# Jānis Krūmiņš
Jānis Krūmiņš, né le 30 janvier 1930, décédé le 26 novembre 1994 à Riga, était un joueur de basket-ball soviétique. Vainqueur des trois premières éditions de la coupe des clubs champions, il est également trois fois médaillé d'argent aux Jeux olympiques, lors des éditions de 1956, 1960 et 1964.

## Biographie
Né en Lettonie, ce joueur soviétique d'origine lettone doit commencer à travailler à treize ans, occupant un poste de collecteur de résine. Sa grande taille attire les convoitises d'entraîneurs de nombreux sports. C'est finalement Aleksandr Gomelski qui le conduit vers le basket-ball, au club de l'ASK Riga. Sous la direction de Gomelski, Krumins s'impose un travail personnel pour combler sa découverte tardive du sport. 
Malgré sa lenteur, Krūmiņš s'appuie sur son physique, une taille située selon les sources entre 2,18 m et 2,23 m, et un poids tournant autour des 140 kg, pour devenir un pivot dominant. Avec son club, il devient champion d'URSS en 1955, puis de nouveau les trois saisons suivantes. En 1958, Riga remporte la première édition de la coupe des clubs champions face au club bulgare de l'Academic Sofia, 86 à 81 puis 84 à 71 à Sofia. Le club balte remporte les deux éditions suivantes de cette compétition, face au même adversaire de Sofia en 1959 puis face à un autre club soviétique, le Dinamo Tbilisi en 1960. Lors de la saison 1960-1961, Riga se voit opposer un nouvel adversaire soviétique en finale avec le CSKA Moscou. Celui-ci l'emporte 61 à 66 puis 87 à 62.
Krūmiņš devient également une pièce maitresse de l'équipe d'URSS. Celle-ci remporte une médaille d'argent lors des Jeux olympiques 1956 de Melbourne, battue par les Américains 89 à 55. Lors des deux olympiades suivantes, il remporte deux nouvelles médailles d'argent, toujours face au même adversaire, 81 à 57 lors de la poule finale de l'édition de 1960 et 73 à 59 à Tokyo en 1964. Il remporte trois titres de champion d'Europe lors des éditions de 1959 à Istanbul, 1961 à Belgrade et 1963 à Wroclaw. Il a également remporté une médaille de bronze au championnat du monde 1963.
Après sa carrière, il obtient une certaine renommée pour son travail sur le métal. Il travaille sur des esquisses réalisée par sa femme Inessa qu'il avait rencontré en 1960. Elle devait alors réaliser un buste selon son corps pour célébrer le vingtième anniversaire de la République lettone d'Union soviétique.

## Palmarès

### Compétition nationale
Jeux olympiques
- Médaille d'argent aux Jeux olympiques 1956
- Médaille d'argent aux Jeux olympiques 1960
- Médaille d'argent aux Jeux olympiques 1964

champion du monde
- Médaille de bronze au champion du monde 1963

champion d'Europe
- Médaille d'or au championnat d'Europe 1959
- Médaille d'or au championnat d'Europe 1961
- Médaille d'or au championnat d'Europe 1963

### Club
Europe
- Vainqueur de la coupe des clubs champions en 1958, 1959, 1960
- Finaliste de la coupe des clubs champions en 1961

Championnat d'URSS
- Vainqueur en 1955, 1956, 1957, 1958